# Honda EV Plus
La Honda EV Plus est un petit véhicule électrique produit par Honda en petite série entre 1997 et 1999. C'est le premier véhicule[réf. nécessaire] de série électrique d'un grand constructeur automobile avec des batteries qui ne soient pas des batteries au plomb. À peine 340 exemplaires de la EV Plus ont été produits.
Elle possède une autonomie de 130 à 180 km dans des conditions de conduite « économique » grâce à ses batteries NiMH. La production de la EV Plus fut arrêtée en 1999, année où Honda annonça son nouveau modèle hybride : la Honda Insight.
Le concept-car sera repris lors du salon automobile de Tokyo avec la Honda EV-N.

## Photos

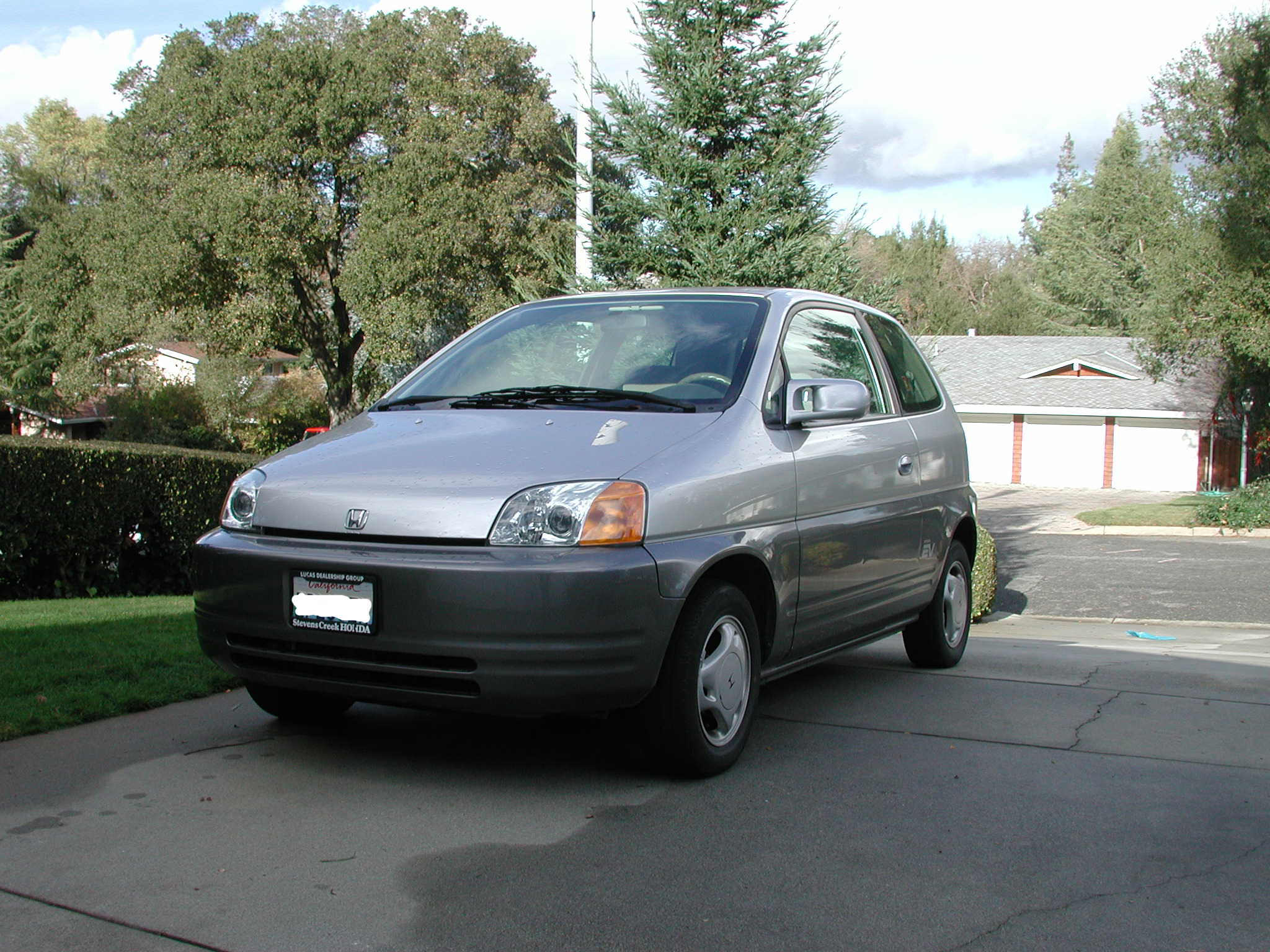
Vue ¾ avant
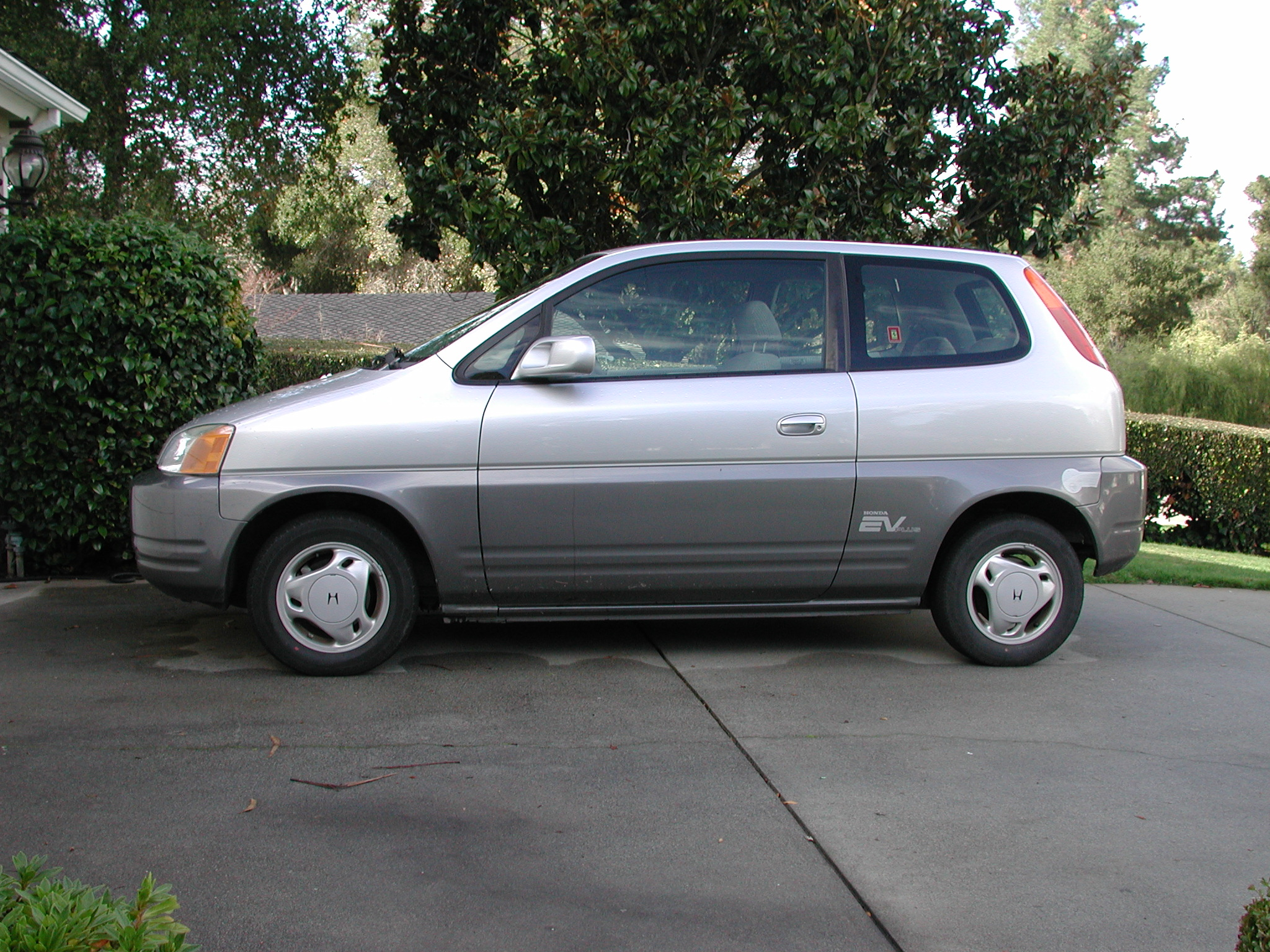
Profil
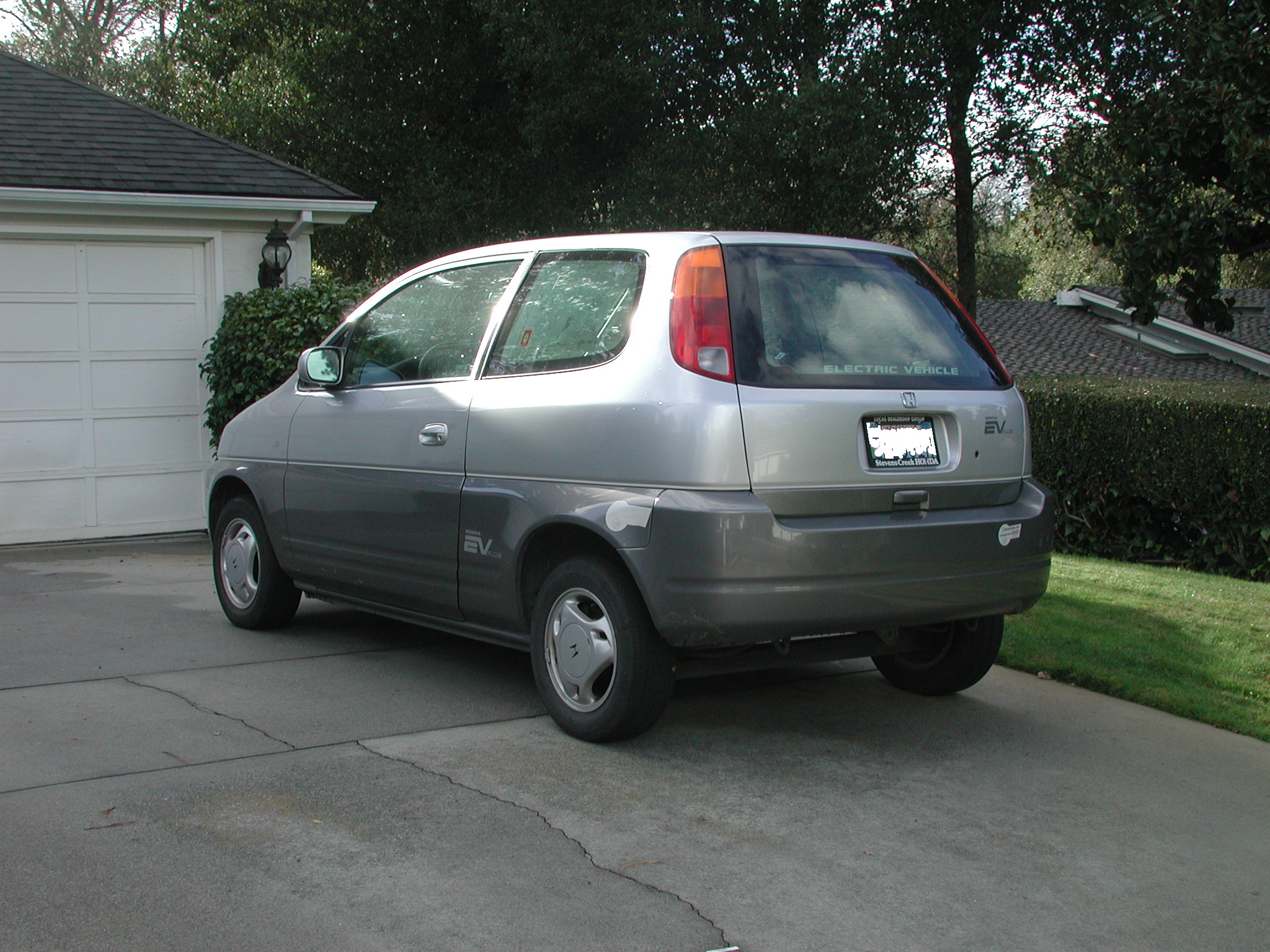
Vue ¾ arrière
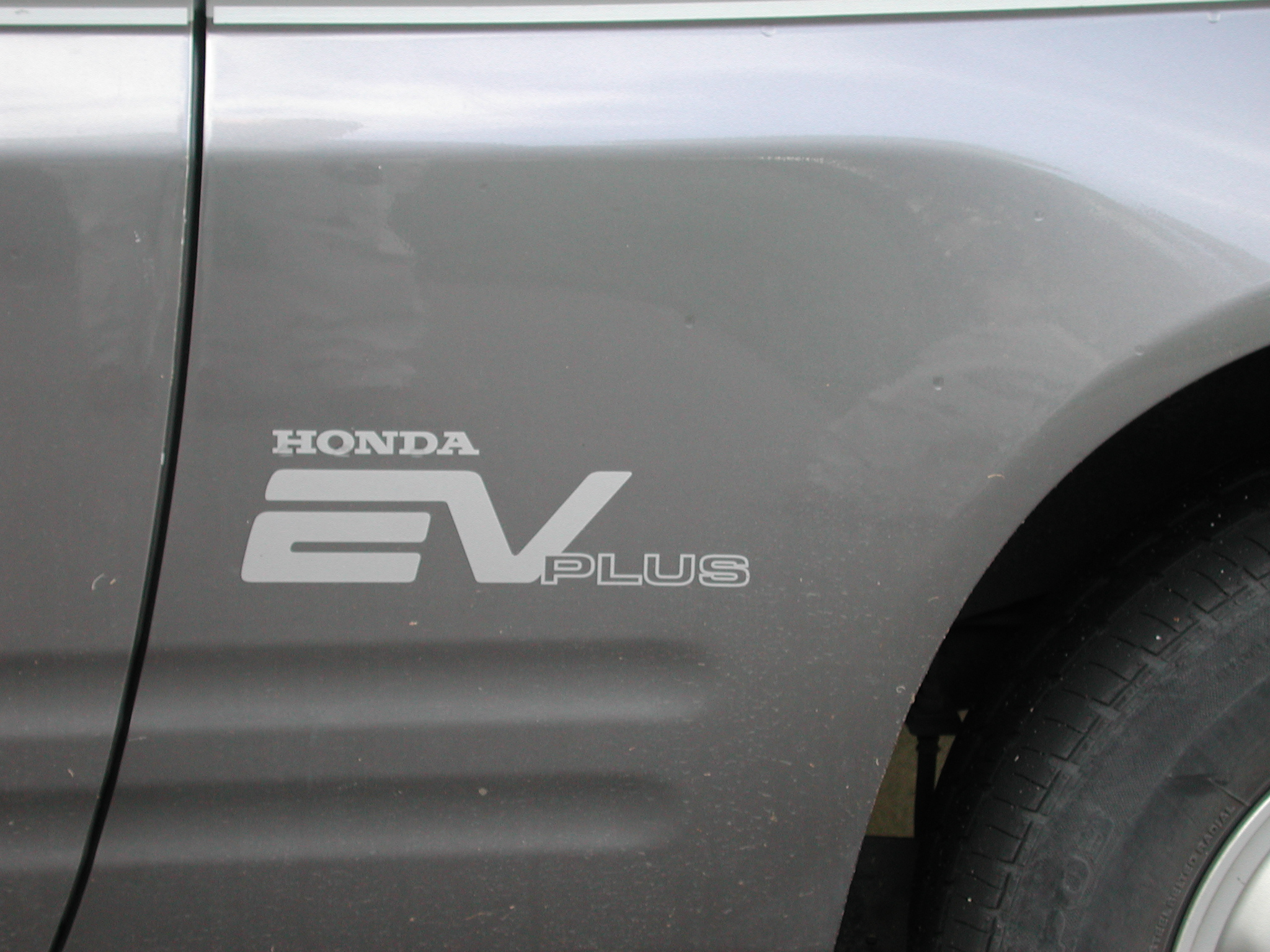
Autocollant latéral
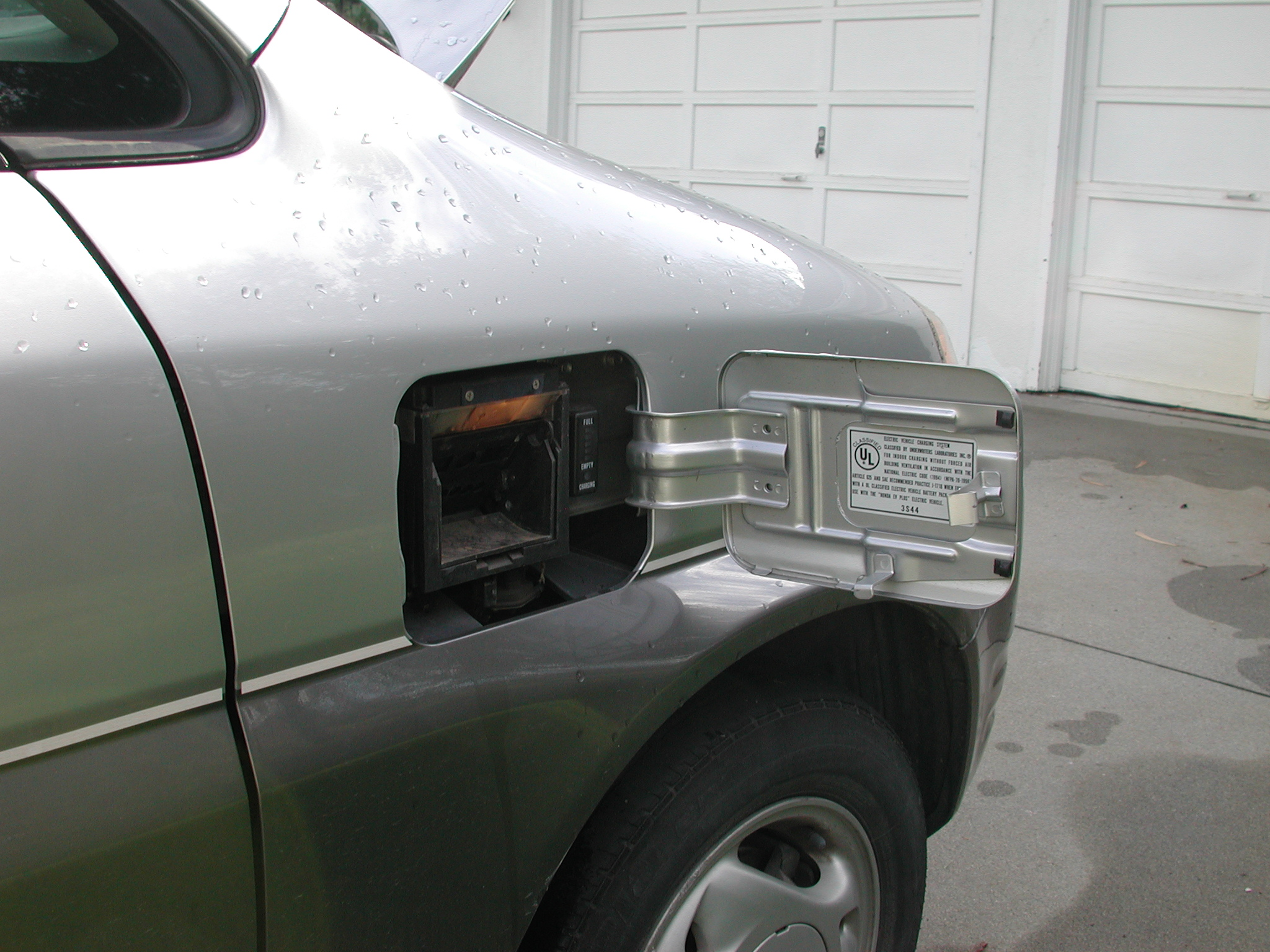
Prise de chargement
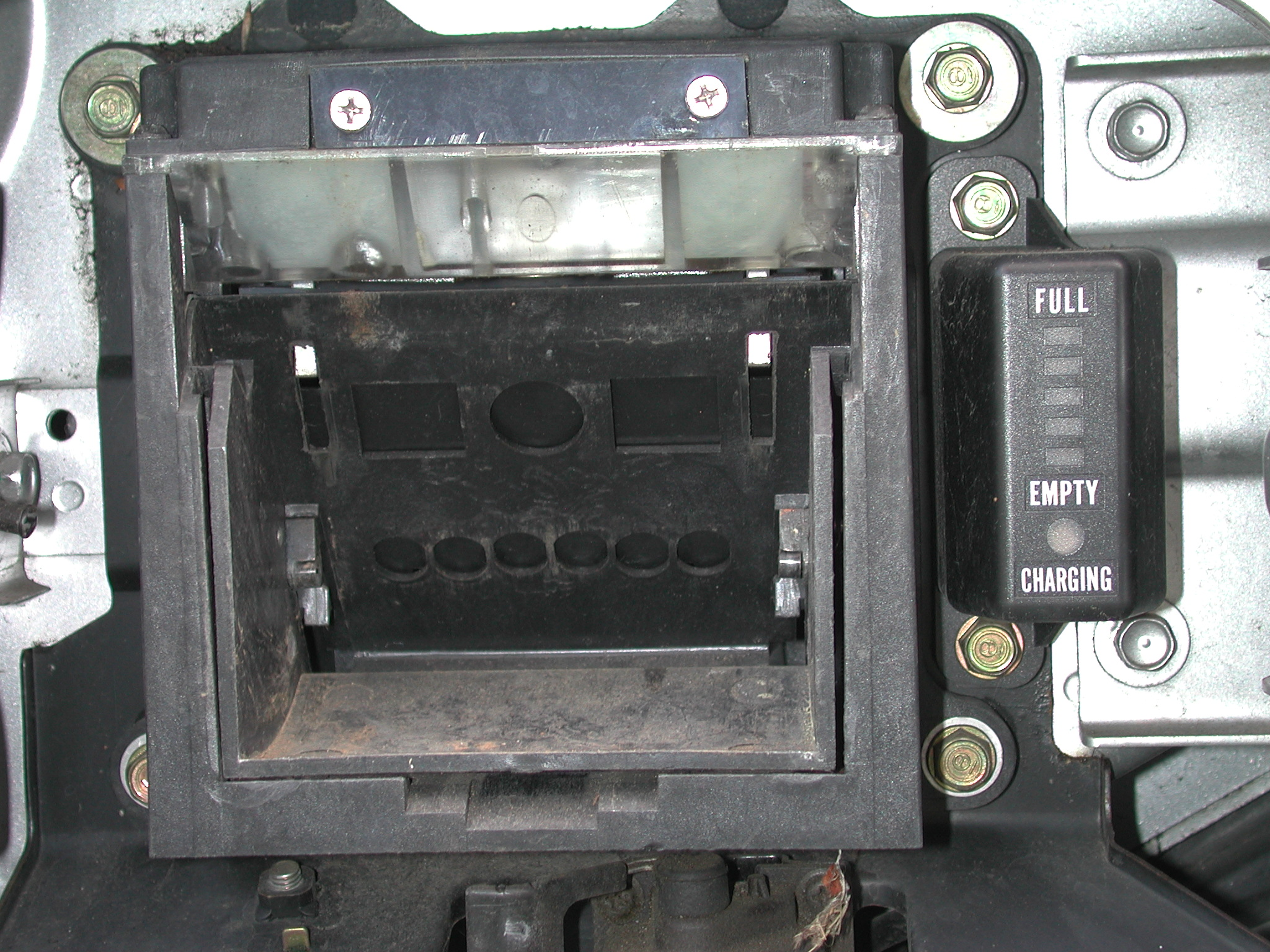
Prise de chargement - détail
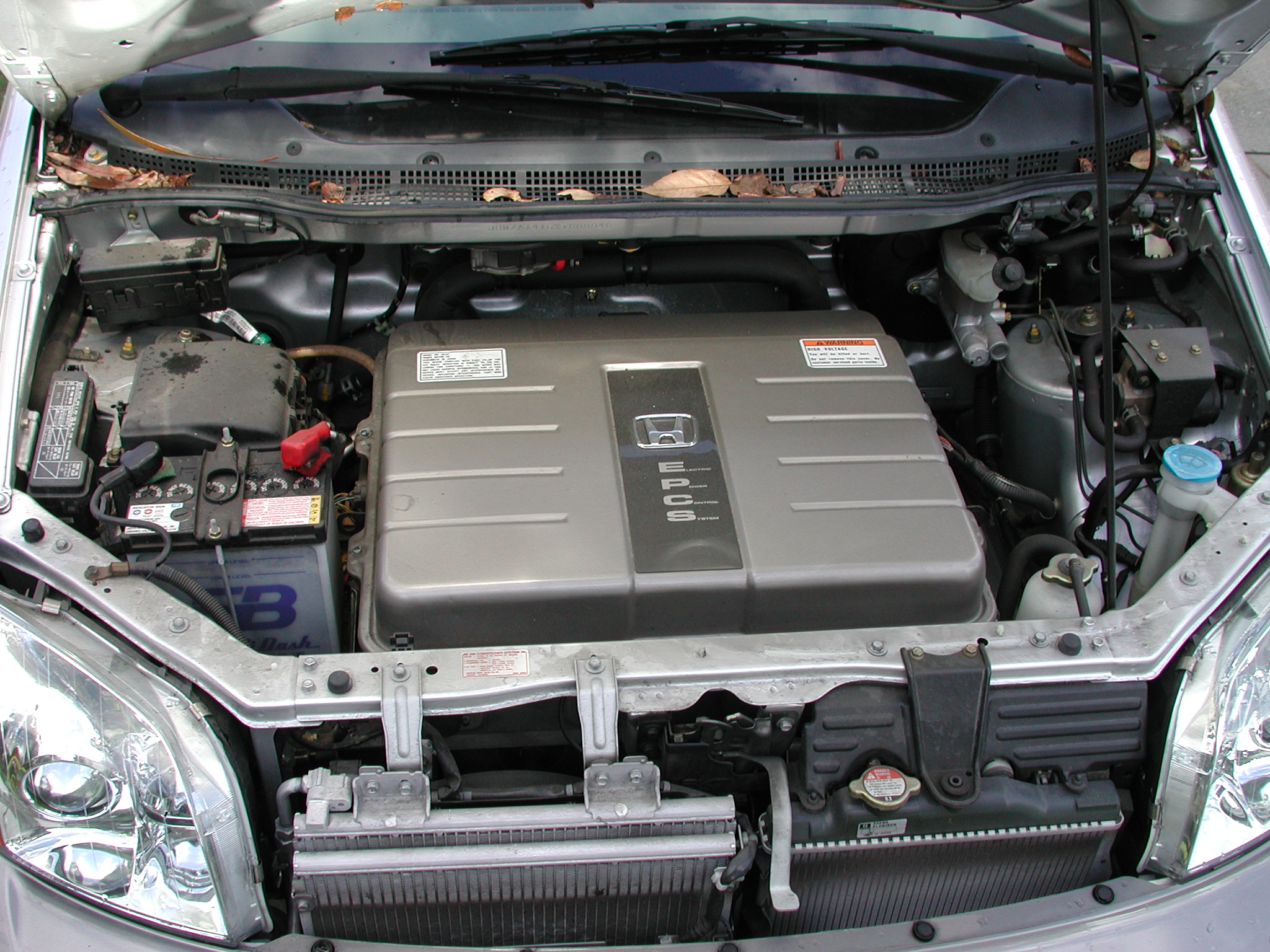
Moteur électrique
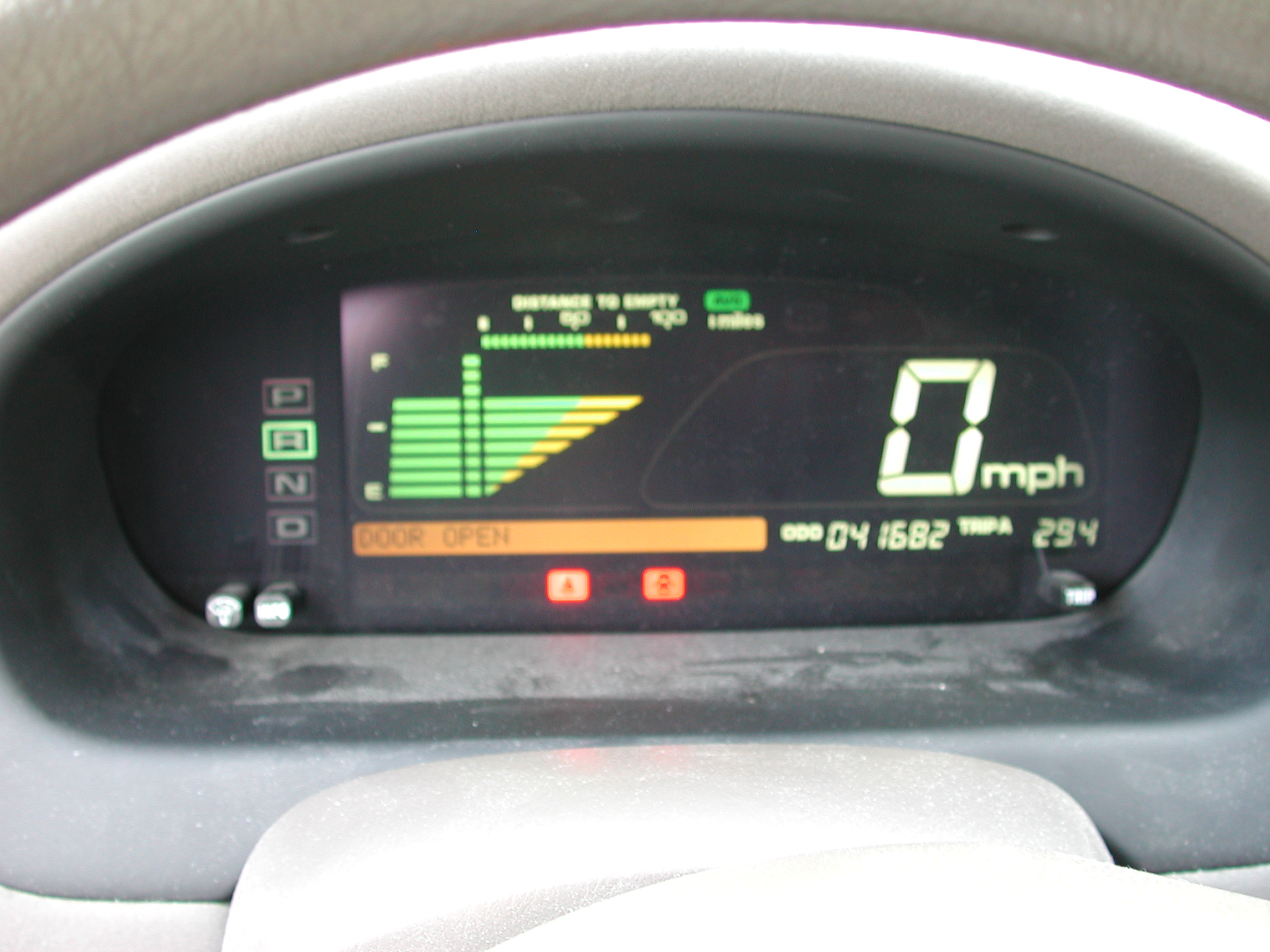
Instrumentation de bord